# Ministerio del Interior (Perú)
El Ministerio del Interior del Perú es la institución pública encargada del orden interior del país a través de la Policía Nacional del Perú. Su sede central se ubica, desde julio de 1961, en la Plaza 30 de Agosto s/n, en el distrito de San Isidro, en Lima, conjuntamente con las instalaciones del edificio del antiguo Aeropuerto de Limatambo.
El 3 de diciembre de 1968, durante el Gobierno Revolucionario de la Fuerza Armada del general Juan Velasco Alvarado se promulgó el Decreto Ley N.º 17271, Ley de Ministerios, el cual establece que a partir de esa fecha el Ministerio de Gobierno y Policía se denomine Ministerio del Interior.

## Antecedentes
- Ministerio de Gobierno, Justicia y Culto (1855-1857)
- Ministerio de Gobierno, Culto y Obras Públicas (1857-1860)
- Ministerio de Gobierno, Policía y Obras Públicas (1860-1896)
- Ministerio de Gobierno y Policía (1896-1968)

## Funciones
- Planear, formular, dirigir, controlar y evaluar la política del sector.
- Dirigir, conducir, coordinar y supervisar las acciones de gobierno interior, migraciones y naturalización, de control de los servicios de seguridad, de armas, municiones y explosivos de uso civil.
- Mantener y restablecer el orden interno y el orden público.
- Prevenir y combatir la delincuencia e investigar los delitos y las faltas.
- Asegurar la vigilancia y cobertura de las fronteras, así como la custodia y seguridad del patrimonio público y privado.
- Realizar actividades de inteligencia en el ámbito que le señale la Ley.
- Otras funciones que la Ley señale.
- Defender los derechos de las personas

## Misión
El ministerio tiene como misión proteger y garantizar el libre ejercicio de los derechos y libertades fundamentales, mantener y restablecer el orden interno democrático, el orden público y la seguridad interna de los ciudadanos del país en un marco de confianza, tranquilidad y paz social.

## Oficinas
- Oficina Nacional del Gobierno Interior
- Superintendencia Nacional de Migraciones
- Policía Nacional del Perú
- Superintendencia Nacional de Control de Servicios de Seguridad, Armas, Municiones y Explosivos de Uso Civil (SUCAMEC)

## Organización
- Ministro del Interior del Perú
  - Gabinete de Asesores de la Alta Dirección
  - Dirección General de la Policía Nacional del Perú
  - Órgano de Control Institucional
  - Tribunal de Disciplina Policial
  - Oficina General de Integridad Institucional
  - Procuraduría Pública a cargo del Sector Interior
  - Procuraduría Pública Especializada en Delitos de Tráfico Ilícito de Drogas
  - Procuraduría Pública Especializada en Delitos de Terrorismo
  - Procuraduría Pública Especializada en Delitos contra el Orden Público
  - Procuraduría Pública Especializada en Delitos de Lavado de Activos y Proceso de Pérdida de Dominio
  - Procuraduría Pública Especializada en Delitos de Crimen Organizado
  - Oficina de Seguridad y Defensa Nacional
  - Oficina General de Comunicación Social e Imagen Institucional
  - Defensoría del Policía
  - Oficina General de Planeamiento Estratégico Sectorial
  - Fondo de Aseguramiento en Salud de la Policía Nacional del Perú
- Secretaria General
  - Oficina General de Asesoría Jurídica
  - Oficina General de Planificación y Presupuesto
  - Oficina General de Administración
  - Oficina General de Gestión de Recursos Humanos
  - Oficina General de Tecnologías de la Información y Comunicaciones
  - Oficina General Infraestructura
- Viceministerio de Seguridad Pública
  - Dirección General de Inteligencia
  - Dirección General Contra el Crimen Organizado
  - Dirección General de Orden Público
  - Dirección General de Gobierno Interior
- Viceministerio de Orden Interno
  - Dirección General de Seguridad Ciudadana
  - Dirección General de Seguridad Democrática
  - Dirección General de Información para la Seguridad

## Órganos adscritos al Ministerio
- Cuerpo General de Bomberos Voluntarios del Perú
- Intendencia Nacional de Bomberos del Perú
- Policía Nacional del Perú
- Superintendencia Nacional de Migraciones
- Superintendencia Nacional de Control de Servicios de Seguridad, Armas, Municiones y Explosivos de Uso Civil (SUCAMEC)